# Giacomo di Brézé
Giacomo di Brézé, in lingua francese Jacques de Brézé (1440 circa – Nogent-le-Roi, 14 agosto 1494), appartenente ad una grande famiglia dell'Angiò, era barone di Mauny e di Bec-Crespin, signore di Nogent-le-Roi, di Varenne, di Brissac, Anet, Bréval,  Montchauvet e Vivier; fu Gran Siniscalco e governatore della Normandia.
Era figlio di Pietro di Brézé, Gran Siniscalco di Normandia, e di Jeanne du Bec Crespin.

## Biografia
Quando Luigi XI venne consacrato a Reims il 15 agosto 1461, gli rese omaggio il 17 agosto. Il 5 dicembre 1466 ricevette i ricavi della signoria di Mante in sostituzione di quelli della capitaneria di Rouen, già attribuitigli.
La notte del 1º giugno 1477, nel suo castello di Rouvet, ad Anet, egli sorprese la moglie, Carlotta di Valois, figlia illegittima di Carlo VII e della sua amante favorita Agnese Sorel, in flagrante adulterio con il suo fratello di latte ed amico Pierre Lavergne e li uccise entrambi a colpi di spada. Condannato dal Parlamento di Parigi ad un'ammenda di 100.000 lire tornesi, si vide la pena commutata dal re nella detenzione in prigione dal 1477 al 1481 e la confisca delle terre, che Luigi XI girò subito al figlio primogenito Luigi di Brézé. I figli furono posti sotto tutela. Dopo la morte di Luigi XI, egli ricorse contro la sentenza ed ottenne da Carlo VIII una lettera di remissione della condanna nel 1486. Morì otto anni dopo.

## Discendenza

Arma dei Brézé

Da Carlotta di Valois Giacomo ebbe 6 figli:
- Pietro
- Luigi, che gli succedette nei titoli e che sposò Diana di Poitiers, amante favorita di Enrico II
- Giovanni
- Anna
- Caterina
- Gastone

## Opere
Appassionato cacciatore, egli scrisse, indubbiamente dopo il 1481 un poema sulla caccia in ottonari di 55 strofe intitolato La Chasse, ove racconta di una battuta di caccia al cervo. Tra il 1483 ed il 1490 scrisse un poema di 50 versi in onore del suo cane preferito intitolato Les Ditz du bon chien Souillard. Le due opere furono edite a Parigi verso il 1494 da Pierre Caron con il titolo: Le livre de la chasse du grant seneschal de Normandie. Les Ditz du bon chien Souillard qui fut au roy de France, XIème de ce nom. Durante la reggenza di Anna di Beaujeu egli le dedicò un poema dal titolo Louanges de madame Anne de France.